# Karyn Parsons
Karyn Parsons, född 8 oktober 1966 i Los Angeles, Kalifornien, är en amerikansk skådespelerska och komiker, främst känd för rollen som Hilary Banks i TV-serien Fresh Prince i Bel Air. 

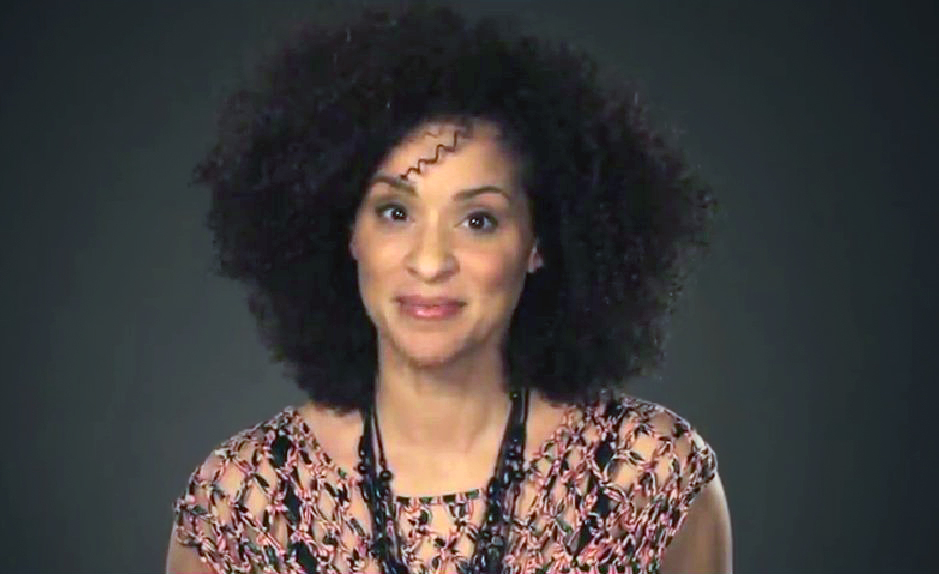

Hon är sedan 2003 gift med Alexandre Rockwell. Tillsammans har de en dotter och en son.

## Filmografi
- 2002 - 13 Moons (som Lily)
- 2002 - Static Shock (1 avsnitt, som Tracy)
- 2001 - The Job (3 avsnitt, som Toni)
- 2000 - The Ladies Man (som Julie Simmons)
- 1999 - Melrose Place (2 avsnitt, som Jackie Zambrano)
- 1999 - Linc's (1 avsnitt, som Elaine)
- 1996 - Lush Life (som Margot Hines)
- 1996 - Gulliver's Travels
- 1995 - Major Payne (som Emelie Walburn)
- 1995 - The John Larroquette Show (1 avsnitt, som Annie)
- 1992 - Blossom (1 avsnitt, som Hilary)
- 1992 - Class Act (som Ellen)
- 1990-1996 - The Fresh Prince i Bel Air (135 avsnitt, som Hilary Banks)
- 1988 - hunter (1 avsnitt, som Elizabeth Childs)
- 1988 - Death Spa (som Brooke)
- 1987 - The Bronx Zoo (2 avsnitt)